# Successione di interi
In matematica, una successione di interi viene definita come una
funzione dall'insieme dei numeri naturali {\displaystyle \,\mathbb {N} } oppure dall'insieme degli interi positivi {\displaystyle \,\mathbb {Z} _{+}} nell'insieme dei numeri interi {\displaystyle \,\mathbb {Z} } .
Il termine quindi si riferisce a due insiemi diversi, che si possono denotare risp. {\displaystyle \,\{\mathbb {N} \rightarrow \mathbb {Z} \}} e {\displaystyle \,\{\mathbb {Z} _{+}\rightarrow \mathbb {Z} \}}.
Si tratta di una ambiguità veniale, in quanto le successioni dei due insiemi si trovano in
una semplice corrispondenza biunivoca che può considerarsi come un mero
cambiamento di notazioni: la successione
{\displaystyle \,a_{0},a_{1},a_{2},...,a_{n},...}
si può considerare sotto la forma
{\displaystyle \,b_{1},b_{2},b_{3},...,b_{n},...}
ponendo {\displaystyle \,b_{m}:=a_{m-1}} per {\displaystyle \,m=1,2,3,...} .
Le successioni di interi sono quindi particolari funzioni aritmetiche.
Per i livelli delle conoscenze che si hanno sulle successioni di interi si possono ripetere le considerazioni svolte in generale per le
successioni. La successione 0, 3, 8, 15, 24, ... si controlla con la espressione chiusa {\displaystyle \langle n=1,2,3,...:\!|n^{2}-1\rangle }.
Diversamente la successione di Fibonacci 0, 1, 1, 2, 3, 5, 8, 13, ... si controlla con una relazione fra suoi termini consecutivi, oltre alla posizione dei suoi primi due termini. Una distinzione importante riguarda da una parte l'insieme numerabile delle successioni di interi che si possono individuare con qualche procedimento costruttivo, dall'altra l'insieme di tutte queste successioni che ha cardinalità del continuo, superiore a quella del numerabile.
Molte successioni costruibili di interi rivestono grande importanza per la matematica, sostanzialmente perché forniscono direttamente o indirettamente importanti strumenti di calcolo. Ad esse è dedicato un archivio in linea ideato e sviluppato, a partire dai tempi in cui si serviva di pacchi di schede perforate, da Neil Sloane e chiamato On-Line Encyclopedia of Integer Sequences, in sigla OEIS; questo archivio costituisce una delle maggiori risorse matematiche e viene utilizzato e arricchito da molti studiosi.
Molte successioni costruibili di interi hanno un definito significato enumerativo:
il termine n-esimo di una tale successione fornisce il numero delle configurazioni di una
specie determinata che possono essere costruite su n oggetti elementari (punti, vertici, spigoli,
facce, lettere, tessere, ...). Esse quindi costituiscono importanti oggetto di studio di
teorie combinatorie, spesso sono collegate a qualche funzione speciale e alla loro funzione generatrice e andrebbero chiamate successioni speciali di interi.

## Alcune successioni speciali di interi
- Numeri di Catalan
- Funzione tau sui positivi (o funzione numero dei divisori)
- Funzione sigma (o funzione somma dei divisori)
- Funzione φ di Eulero (o funzione totiente)
- Numeri di Eulero
- Numeri di Fibonacci
- Successione di Mian-Chowla
- Numeri figurati
- Numeri di Lucas
- Funzione di Mertens
- Funzione di Möbius
- Funzione numero delle partizioni di un intero
- Funzione enumerativa dei primi (o funzione pi greca)
- Successione di Thue-Morse
- Numeri di Wedderburn-Etherington

### Successioni legate alla matematica ricreativa
A differenza di molte delle precedenti, le seguenti successioni sono formate da numeri che appartengono a classi definite nell'ambito della matematica ricreativa. Tali definizioni si basano spesso sulle proprietà delle cifre di un numero in una specifica base (solitamente la base 10) e sulla loro relazione con il numero stesso, piuttosto che su proprietà aritmetiche intrinseche come la divisibilità o la primalità.
- Numeri Autobiografici: numeri che descrivono sé stessi, indicando quante volte compare ogni cifra al loro interno (es. 1210).
- Numeri Felici: numeri che, sottoposti a un processo iterativo di somma dei quadrati delle proprie cifre, convergono a 1.
- Numeri di Harshad (o Numeri di Niven): numeri divisibili per la somma delle proprie cifre.
- Numeri Narcisistici (o Numeri di Armstrong): numeri uguali alla somma delle proprie cifre, ciascuna elevata a una potenza pari al numero di cifre del numero stesso.
- Numeri Palindromi: numeri che rimangono invariati se letti da destra a sinistra.
- Numeri Vampirici: numeri che possono essere fattorizzati in due numeri (i "canini") formati dalle stesse cifre del numero originale.
- Successione Look-and-say: una successione in cui ogni termine descrive il precedente (es. 1, 11, 21, 1211...).